# Боровской сельсовет (Гомельская область)
Боровской сельсовет — административная единица на территории Лельчицкого района Гомельской области Республики Беларусь. Административный центр — агрогородок Боровое.

## Состав
Боровской сельсовет включает 7 населённых пунктов:
- Боровое — агрогородок.
- Картыничи — деревня.
- Марковское — деревня.
- Осенское — деревня.
- Руднище — деревня.
- Слободка — деревня.
- Тартак — деревня.

Упразднённые населенные пункты на территории сельсовета:
- Калинино — деревня.